# Tzsch
Tzsch – pentagraf występujący w języku niemieckim. Odpowiada polskiemu „cz”. Oznacza dźwięk /tʃ/. Współcześnie nieużywany. Zachował się jedynie w nazwach własnych, jak np.: w nazwisku Friedrich Wilhelm Nietzsche albo w nazwie gminy Kötzschau w Saksonii-Anhalcie.